# Cyrtopogon culminum
Cyrtopogon culminum là một loài ruồi trong họ Asilidae. Cyrtopogon culminum được Bigot miêu tả năm 1885.